# Fifty Shades Fri
Fifty Shades Fri er den tredje bind af den erotiske romance Fifty Shades-trilogi af den britiske forfatter E. L. James. Paperback udgaven blev offentliggjort første gang i april 2012.